# Illes Banks
Les illes Banks (en bislama, Bankis; en anglès, Banks Islands; en francès archipel des Banks) són un grup d'illes al nord de Vanuatu. Juntament amb les illes Torres al nord-oest, constitueixen la província més septentrional de Torba. El grup es troba a uns 40 km al nord de Maewo i inclou Gaua i Vanua Lava, dues de les 13 illes més grans de Vanuatu. El 2009, les illes tenien una població de 8.533 en una superfície de 780 km².

## Geografia
L'illa més gran és Gaua (antigament anomenada Santa María), que té un terreny accidentat i s'alça cap al Mount Gharat, un volcà actiu al centre de l'illa, a 797 m. El llac Letas, llac d'aigua dolça que està en el cràter, és el més gran de Vanuatu. L'illa de Vanua Lava, tot i ser lleugerament més petita, arriba a una alçada de 946 metres, també té un volcà actiu anomenat Mount Suretamate, (també escrit Süretimiat o Sere'ama, de 921 m alçada). Cap a l'est hi ha dos illots, Ravenga i Kwakea o Qskea). Sola és la capital de la província en aquesta illa. La tercera illa per grandària, Ureparapara (també anomenada Parapara), és un vell con volcànic que ha estat esfondrat pel mar formant la Badia Divers a la costa est.
A l'est d'aquestes tres illes principals hi ha un bon nombre d'illes menors. La més septentrional, situada a 50 quilòmetres al nord-est de Ureparapara, és Vet Tagde (Vot Tande o Vot Ganai), un volcà extingit on la seva última erupció va tenir lloc fa 3 milions i mig d'anys. Les illes Rowa (o Illes Reef) estan compostes d'uns quants esculls de coral. L'illa Mota Lava és la més gran i més alta (411 m) d'aquesta cadena d'illes orientals;davant de la seva costa sud, unida per alts corals que un pot creuar durant la marea baixa, es troba el petit illot de Ra. Les illes Mota, Merig i Merelava completen la part meridional de l'arxipèlag.

## Llengües
| Illa        | Llengua | # Parlants |
| ----------- | ------- | ---------- |
| Ureparapara | Lehali  | 200        |
| Ureparapara | Löyöp   | 240        |
| Motalava    | Volow   | 1          |
| Motalava    | Mwotlap | 2100       |
| Vanua Lava  | Lemerig | 2          |
| Vanua Lava  | Vera'a  | 500        |
| Vanua Lava  | Vurës   | 2000       |
| Vanua Lava  | Mwesen  | 10         |
| Mota        | Mota    | 750        |
| Gaua        | Nume    | 700        |
| Gaua        | Dorig   | 300        |
| Gaua        | Koro    | 250        |
| Gaua        | Olrat   | 3          |
| Gaua        | Lakon   | 800        |
| Merelava    | Mwerlap | 1100       |

La població de les illes Banks parla quinze llengües diferents. Moltes d'aquestes llengües estan en perill d'extinció, sent parlades per no més d'uns pocs centenars, i de vegades només un grapat d'últims parlants.
Totes aquestes llengües pertanyen al subgrup de Llengües oceàniques de la família de llengües austronèsies.

## Economia
L'activitat econòmica principal és l'agricultura de subsistència, encara que la copra, el cafè i (a Gaua) cacau es conreen per a l'exportació. Els dipòsits de sofre de Mount Suretamate a Vanua Lava van ser anteriorment explotats per una empresa francesa. El turisme és cada vegada més important, a les illes amb fàcil transport per avió.

## Història

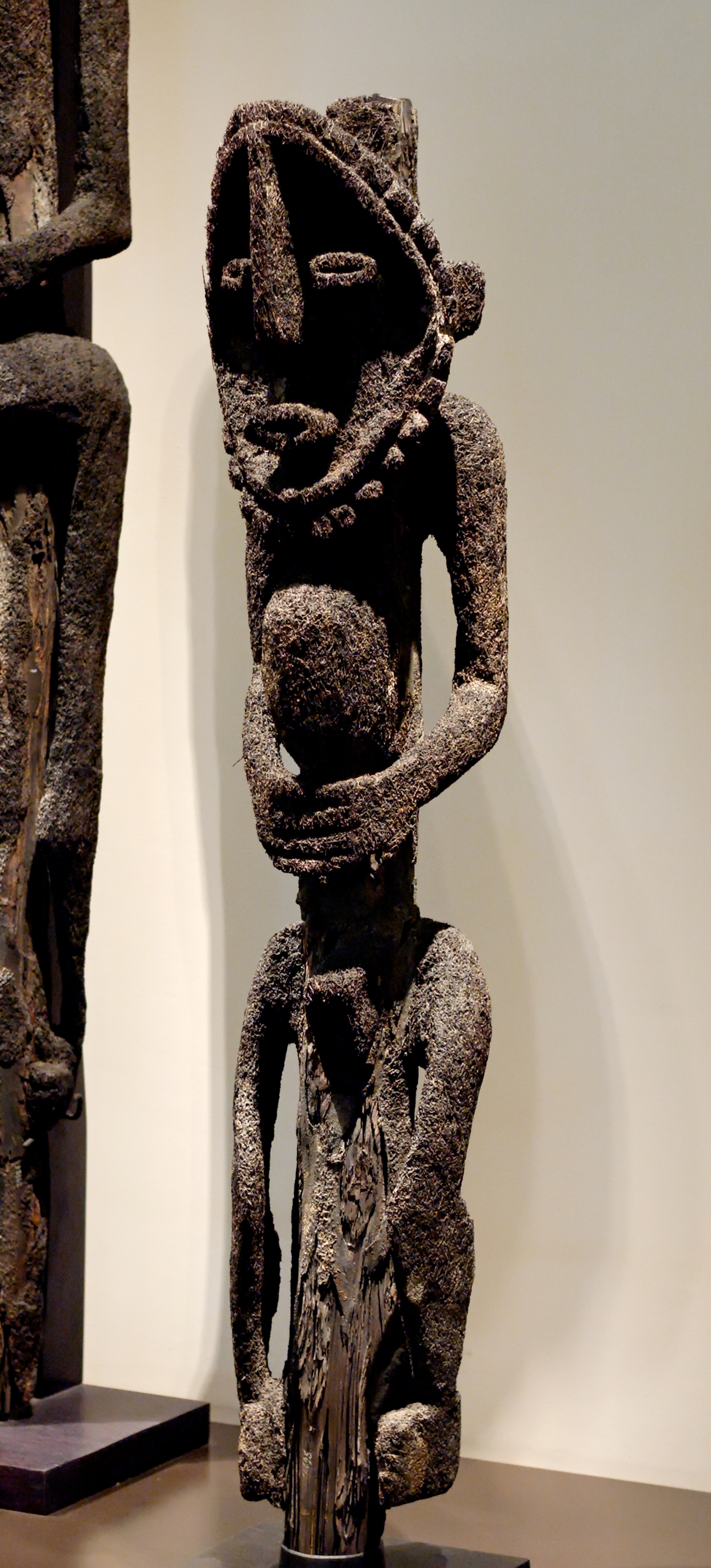
Estàtua de falguera de l'arbre d'un esperit de Gaua, segle XIX

Les illes Banks van ser descobertes per primera vegada pels europeus del 25 al 29 d'abril de 1606, quan l'expedició espanyola comandada per l'explorador portuguès Pedro Fernández de Quirós va navegar més enllà de Merelava i va parar a l'illa de Gaua, abans d'arribar a l'illa Espiritu Santo i establir una colònia efímera allà. Merelava va ser anomenada com a San Marcos, Mota Lava com a Lágrimas de San Pedro, Vanua Lava com a Portal de Belén i Gaua com a Santa María.
Més tard van ser ignorades en el 1774 quan el capità James Cook va explorar Vanuatu i va creure haver vist tota la cadena. Les illes van ser posteriorment explorades per William Bligh de la Marina Britànica, i van rebre el nom del seu patró, Sir Joseph Banks. Van ser cartografiades per Matthew Flinders. L'illa Vanua Lava va ser explorada per primera vegada pel bisbe de Nova Zelanda, George Augustus Selwyn, el 1859.

## Transport
Hi ha aeroports a Mota Lava, Vanuatu Lava i Goa, els quals tenen uns quants vols a la setmana amb Air Vanuatu. Els vaixells procedeixen principalment de les exportacions, però també portaran passatgers.